# Carmen Carmona
Carmen Carmona Pascual (Ripollet, 9 de mayo de 1959) es una política española, militante del Partido de los Socialistas de Cataluña (PSC). Fue alcaldesa de Sardañola del Vallés del 2009 al 2015.

## Biografía
Cursó sus estudios en el Colegio Anunciata y estudió Derecho en la Universidad Autónoma de Barcelona (UAB), donde inició su actividad política, durante los últimos años del franquismo.
En 1979 comenzó su carrera profesional en la administración local, donde ha desarrollado diversos puestos de trabajo. Es directora de Recursos Humanos del Ayuntamiento de Esplugas de Llobregat desde 1988. Desarrollando esta tarea formó parte del patronato de la Fundación Factor Humano. 
Milita en el Partido de los Socialistas de Cataluña desde 2002, donde fue Secretaria de Organización de la Agrupación Local de Sardañola y donde, actualmente, es miembro del Consejo de las Mujeres del Partido. En los comicios municipales de 2007 integró la candidatura ganadora del Partido de los Socialistas de Cataluña (PSC) en Sardañola del Vallés, donde logró el acta de concejala el 16 de junio de 2007, formando parte del Grupo Municipal Socialista encabezado por el alcaldable Antonio Cárdenas Jiménez. 
Desarrollando estas tareas formó parte del Consejo de las Mujeres y Políticas de igualdad de Sardañola del Vallés y estuvo adscrita a las Comisiones Informativas de Presidencia y de Servicios Generales, así como a la Comisión Especial de Cuentas. Fue nombrada portavoz del Grupo Municipal Socialista en octubre de 2009 debido a la marcha como concejal de Antonio Cárdenas. 
A raíz de una crisis de gobierno en la ciudad y después de dos meses de una situación de paralización del gobierno de Cerdanyola, los grupos municipales de PSC y CiU presentaron una moción de censura en diciembre de 2009 contra el alcalde en aquel momento, Antonio Morral, siendo propuesta como alcaldesa Carmen Carmona. El día 16 de diciembre de 2009 se convocó el pleno extraordinario en que fue elegida alcaldesa con 13 votos a favor de un total de 25.
En las elecciones municipales de 2011, Carmen Carmona fue la candidata a la alcaldía en la lista del PSC, obteniendo siete concejales. El 11 de junio de 2011 fue elegida de nuevo alcaldesa como cabeza de lista más votada.
Cuatro años más tarde, en las elecciones municipales de 2015, la lista del PSC, encabezada por Carmen Carmona, volvió a ser la lista más votada por 28 votos de diferencia de la segunda fuerza más votada, Compromís per Cerdanyola. Un pacto entre estos últimos y ICV-EUiA-MES, ERC y CiU permitió desbancar a la hasta entonces alcaldesa el 13 de junio de 2015.